# Joey Dorsey
Richard Elmer "Joey" Dorsey (ur. 16 grudnia 1983 w Baltimore) – amerykański koszykarz, występujący na pozycjach skrzydłowego oraz środkowego, obecnie zawodnik Mitteldeutscher BC.
20 lipca 2015 został wytransferowany do zespołu Denver Nuggets. 29 sierpnia 2015 roku podpisał roczną umowę wartą 650 000 dolarów z klubem Galatasaray Liv Hospital.
29 listopada 2019 został zawodnikiem niemieckiego Mitteldeutscher BC.

## Osiągnięcia
Stan na 30 listopada 2019, na podstawie, o ile nie zaznaczono inaczej.
NCAA
- Finalista NCAA (2008)[8]
- Uczestnik rozgrywek Elite 8 turnieju NCAA (2006–2008)
- Mistrz:
  - turnieju konferencji USA (2006–2008)
  - sezonu regularnego konferencji USA (2006–2008)
- 2-krotny obrońca roku konferencji USA (2006, 2007)
- Zaliczony do I składu:
  - pierwszoroczniaków konferencji USA (2005)
  - turnieju konferencji USA (2006, 2007)
  - konferencji USA (2007, 2008)
  - defensywnego konferencji USA (2007, 2008)

Klubowe
- Mistrz:
  - Euroligi (2012)
  - Eurocup (2016)
  - Hiszpanii (2014)
  - Grecji (2012)
- Brąz ligi tureckiej (2016)
- Finalista Superpucharu Hiszpanii (2016)

Indywidualne
- MVP meczu gwiazd w Turcji (2013)[9]
- Obrońca Roku ligi greckiej (2012)
- Uczestnik meczu gwiazd:
  - D-League (2010)
  - ligi tureckiej (2013, 2016)
- Lider ligi tureckiej w zbiórkach (2013)

Reprezentacja
- Uczestnik igrzysk panamerykańskich (2007 – 5. miejsce)